# بيتر روجرز (دراج)
بيتر روجرز (بالإنجليزية: Peter Rogers) هو دراج أسترالي، ولد في 24 أكتوبر 1974 في كانبرا في أستراليا.